# Ternstroemia guanchezii
Ternstroemia guanchezii är en tvåhjärtbladig växtart som beskrevs av B. Boom. Ternstroemia guanchezii ingår i släktet Ternstroemia och familjen Pentaphylacaceae. Inga underarter finns listade i Catalogue of Life.